# Магнит

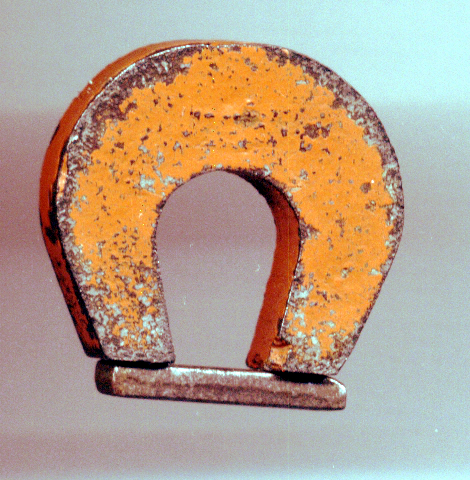
Подковообразный магнит из альнико — сплава железа, алюминия, никеля и кобальта. Магниты изготовляются в виде подковы для того, чтобы приблизить полюса друг к другу с целью создать сильное магнитное поле.

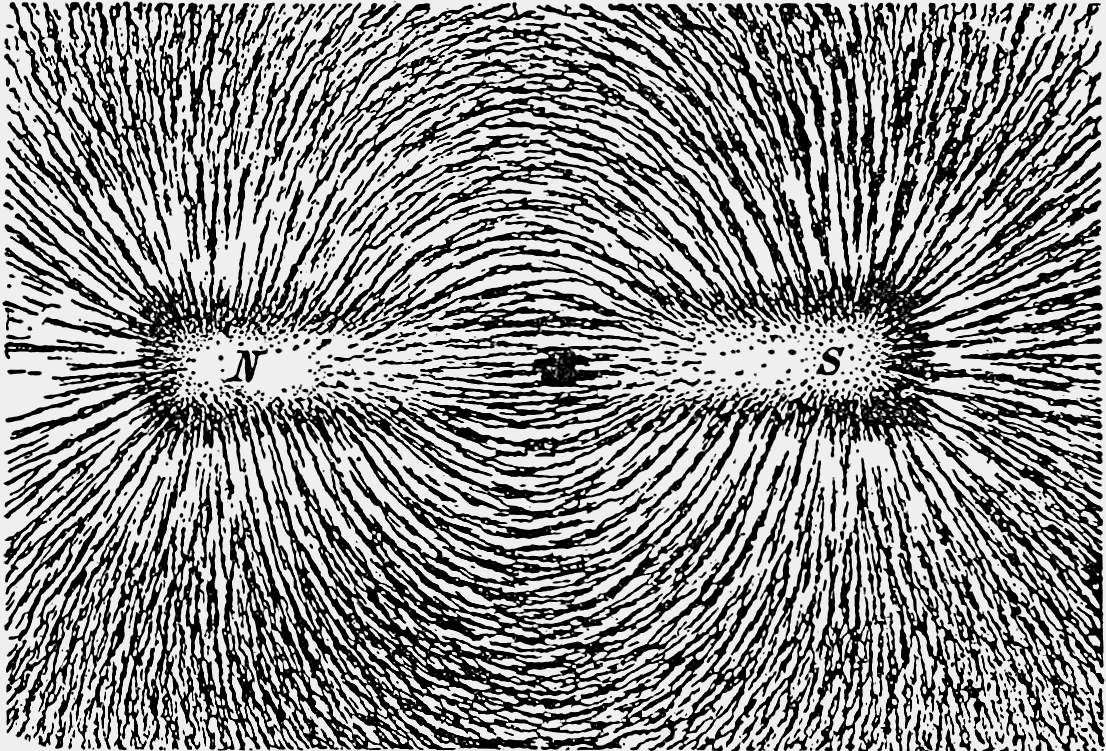
Рисунок линий силового поля магнита, полученный с помощью железных опилок

Схематическое изображение силовых линий магнитного поля вокруг постоянного магнита. Силовые линии выходят из северного полюса магнита и входят в южный полюс.

Магни́т — тело, обладающее собственным магнитным полем.
Простейшим и самым маленьким магнитом можно считать электрон. Магнитные свойства всех остальных магнитов обусловлены магнитными моментами электронов внутри них. С точки зрения квантовой теории поля электромагнитное взаимодействие переносится безмассовым бозоном — фотоном (частицей, которую можно представить как квантовое возбуждение электромагнитного поля).
Постоянный магнит — изделие, изготовленное из ферромагнетика, способного сохранять остаточную намагниченность после выключения внешнего магнитного поля. В качестве материалов для постоянных магнитов обычно служат железо, никель, кобальт, некоторые сплавы редкоземельных металлов (как например в неодимовых магнитах), а также некоторые естественные минералы, такие как магнетиты. Постоянные магниты применяются в качестве автономных (не потребляющих энергии) источников магнитного поля. Свойства магнита определяются характеристиками размагничивающего участка петли магнитного гистерезиса материала магнита: чем выше остаточная индукция Br и коэрцитивная сила Hc, тем выше намагниченность и стабильность магнита. Характерные поля постоянных магнитов — до 1 Тл (10 кГс).
Электромагнит — устройство, магнитное поле которого создаётся только при протекании электрического тока. Как правило, это катушка-соленоид, со вставленным внутрь ферромагнитным (обычно железным) сердечником с большой магнитной проницаемостью {\displaystyle \mu \simeq 10000}. Характерные поля электромагнитов 1,5—2 Тл определяются так называемым насыщением железа, то есть резким спадом дифференциальной магнитной проницаемости при больших значениях магнитного поля.

## Происхождение слова
Возможно, слово происходит от др.-греч. Μαγνῆτις λίθος (Magnētis líthos), «камень из Магнесии» — от названия региона Магнисия и древнего города Магнисия в Малой Азии, где в древности были открыты залежи магнетита.

## История открытия
Старинная легенда рассказывает о пастухе по имени Магнус (у Льва Толстого в рассказе для детей «Магнит» этого пастуха зовут Магнис). Он обнаружил однажды, что железный наконечник его палки и гвозди сапог притягиваются к чёрному камню. Этот камень стали называть «камнем Магнуса» или просто «магнитом», по названию местности, где добывали железную руду (холмы Магнезии в Малой Азии). Таким образом, за много веков до нашей эры было известно, что некоторые каменные породы обладают свойством притягивать куски железа. Об этом упоминал в 6 веке до нашей эры греческий физик и философ Фалес. Первое научное изучение свойств магнита было предпринято в 13 веке ученым Петром Перегрином. В 1269 году вышло его сочинение «Книга о магните», где он писал о многих фактах магнетизма: у магнита есть два полюса, которые ученый назвал северным и южным; невозможно отделить полюса друг от друга разламыванием. Перегрин писал и о двух видах взаимодействия полюсов — притяжении и отталкивании. К 12—13 векам нашей эры магнитные компасы уже использовались в навигации в Европе, в Китае и других странах мира.

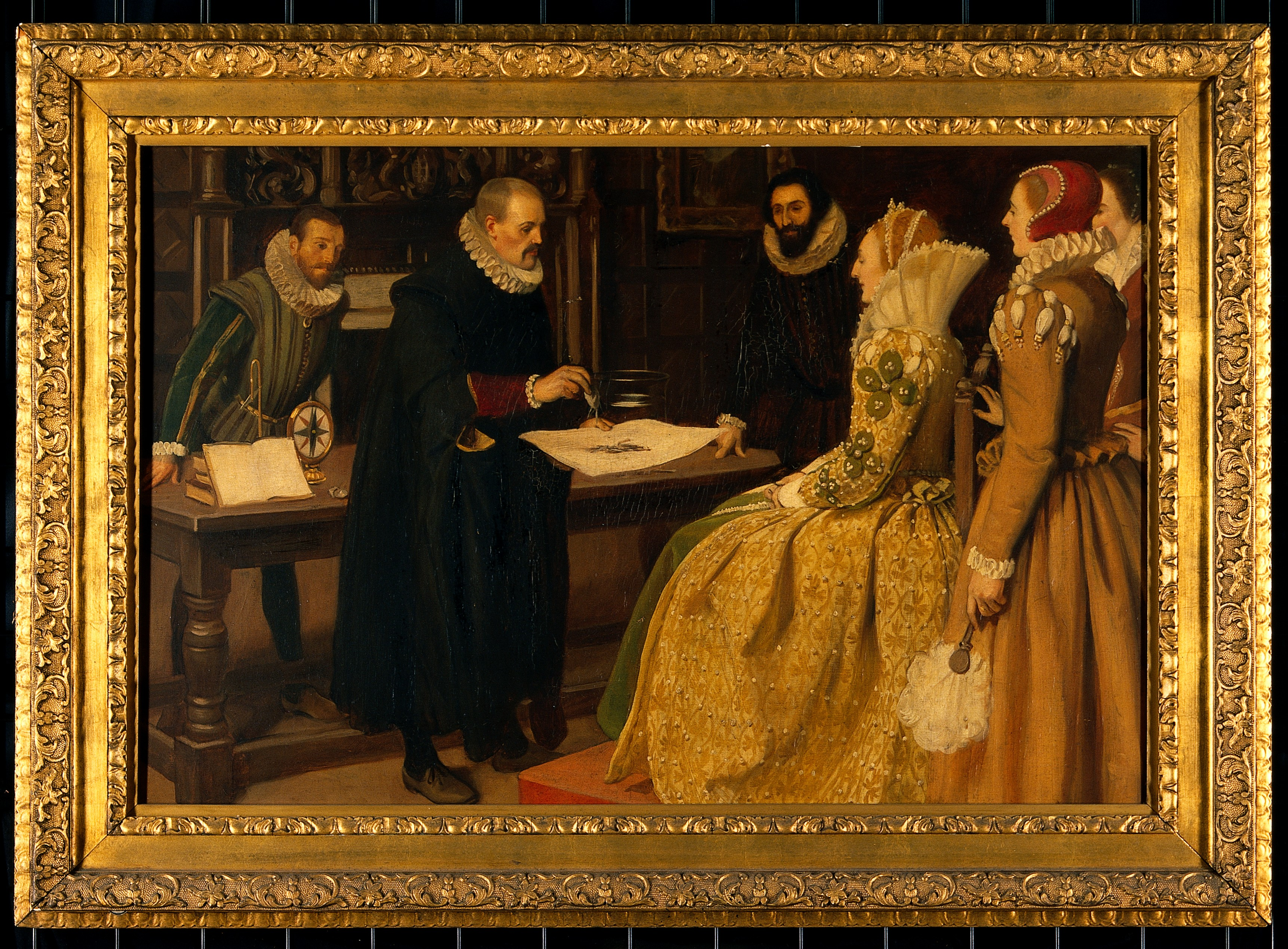
Эрнест Борд (1877—1934) — Уильям Гильберт демонстрирует магнит королеве Елизавете I в 1598 году

В 1600 году вышло сочинение английского врача Уильяма Гильберта «О магните». К известным уже фактам Гильберт прибавил важные наблюдения: усиление действия магнитных полюсов железной арматурой, потерю магнетизма при нагревании и другие. В 1820 году датский физик Ханс Кристиан Эрстед на лекции попытался продемонстрировать своим студентам отсутствие связи между электричеством и магнетизмом, включив электрический ток вблизи магнитной стрелки. По словам одного из его слушателей, он был буквально «ошарашен», увидев, что магнитная стрелка после включения тока начала совершать колебания. Большой заслугой Эрстеда является то, что он оценил значение своего наблюдения и повторил опыт. Соединив длинным проводом полюса гальванической батареи, Эрстед протянул провод горизонтально и параллельно свободно подвешенной магнитной стрелке. Как только был включён ток, стрелка немедленно отклонилась, стремясь встать перпендикулярно к направлению провода. При изменении направления тока стрелка отклонилась в другую сторону. Вскоре Эрстед доказал, что магнит действует с некоторой силой на провод, по которому идёт ток.
Открытие взаимодействия между электрическим током и магнитом имело огромное значение. Оно стало началом новой эпохи в учении об электричестве и магнетизме. Это взаимодействие сыграло важную роль в развитии техники физического эксперимента.
Узнав об открытии Эрстеда, французский физик Доминик Франсуа Араго начал серию опытов. Он обмотал медной проволокой стеклянную трубку, в которую вставил железный стержень. Как только замкнули электрическую цепь, стержень сильно намагнитился и к его концу крепко прилипли железные ключи; когда выключили ток, ключи отпали. Араго рассматривал проводник, по которому идёт ток, как магнит. Правильное объяснение этого явления было дано после исследования французского физика Андре Ампера, который установил внутреннюю связь между электричеством и магнетизмом. В сентябре 1820 года он сообщил Французской Академии наук о полученных им результатах.
Затем Ампер в своем «станке» заменил раму свободно подвешенным спиральным проводником. Этот провод при пропускании по нему тока приобретал свойство магнита. Ампер назвал его соленоидом. Исходя из магнитных свойств соленоида, Ампер предложил рассматривать магнетизм как явление, обязанное круговым токам. Он считал, что магнит состоит из молекул, в которых имеются круговые токи. Каждая молекула представляет собой маленький магнитик, располагаясь одноимёнными полюсами в одну и ту же сторону, эти маленькие магнитики и образуют магнит. Проводя вдоль стальной полосы магнитом (несколько раз в одну и ту же сторону), мы заставляем молекулы с круговыми токами ориентироваться в пространстве одинаково. Таким образом, стальная пластинка превратится в магнит. Теперь стал понятен и опыт Араго со стеклянной трубкой, обмотанной медным проводом. Вдвинутый в неё железный стержень стал магнитом потому, что вокруг него шёл ток. Это был электромагнит.
В 1825 году английский инженер Уильям Стёрджен изготовил первый электромагнит, представляющий собой согнутый стержень из мягкого железа с обмоткой из толстой медной проволоки. Для изолирования от обмотки стержень был покрыт лаком. При пропускании тока железный стержень приобретал свойства сильного магнита, но при прерывании тока он мгновенно их терял. Именно эта особенность электромагнитов позволила широко применять их в технике.

## Магнитные материалы
Термин «магнит», как правило, используется в отношении объектов, которые имеют собственное магнитное поле даже в отсутствие приложенного магнитного поля. Такое возможно лишь в некоторых классах материалов. В большинстве же материалов магнитное поле появляется в связи с приложенным внешним магнитным полем; это явление известно как магнетизм. Существует несколько типов магнетизма, и каждый материал имеет, по крайней мере, один из них.
В целом поведение магнитного материала может значительно варьироваться в зависимости от структуры материала и, не в последнюю очередь, его электронной конфигурации. Существует несколько типов взаимодействия материалов с магнитным полем, в том числе:
- Ферромагнетики и ферримагнетики — материалы, которые обычно и считаются магнитными. Они притягиваются к магниту достаточно сильно — так, что притяжение ощущается. Только эти материалы могут сохранять намагниченность и стать постоянными магнитами. Ферримагнетики сходны с ферромагнетиками, но слабее них. Различия между ферро- и ферримагнитными материалами связаны с их микроскопической структурой.
- Парамагнетики — такие вещества, как платина, алюминий и кислород, которые слабо притягиваются к магниту. Этот эффект в сотни тысяч раз слабее, чем притяжение ферромагнитных материалов, поэтому он может быть обнаружен только с помощью чувствительных инструментов или очень сильных магнитов.
- Диамагнетики — вещества, намагничивающиеся против направления внешнего магнитного поля. Диамагнитные, по сравнению с пара- и ферромагнитными, вещества, такие как углерод, медь, вода и пластики, отталкиваются от магнита. Все вещества, не обладающие одним из других типов магнетизма, являются диамагнитными; к ним относится большинство веществ. Силы, действующие на диамагнитные объекты от обычного магнита, слишком слабы, однако в сильных магнитных полях сверхпроводящих магнитов диамагнитные материалы, например кусочки свинца, могут пари́ть, а поскольку углерод и вода являются веществами диамагнитными, в мощном магнитном поле могут пари́ть даже органические объекты, например живые лягушки и мыши[5].

Также существуют и другие виды магнетизма, например спиновые стёкла, суперпарамагнетизм, супердиамагнетизм и метамагнетизм.

## Единицы измерения
В системе СИ единицей магнитного потока является вебер (Вб), магнитной проницаемости — генри на метр (Гн/м), напряжённости магнитного поля — ампер на метр (А/м), индукции магнитного поля — тесла.
Вебер — магнитный поток, при убывании которого до нуля в сцепленном с ним контуре сопротивлением 1 ом проходит количество электричества 1 кулон.
Генри — международная единица индуктивности и взаимной индукции. Если проводник обладает индуктивностью в 1 Гн и ток в нём равномерно изменяется на 1 А в секунду, то на его концах индуктируется ЭДС в 1 вольт. 1 генри = 1,00052 · 109 абсолютных электромагнитных единиц индуктивности.
Тесла — единица измерения индукции магнитного поля в СИ, численно равная индукции такого однородного магнитного поля, в котором на 1 метр длины прямого проводника, перпендикулярного вектору магнитной индукции, с током силой 1 ампер действует сила 1 ньютон.

## Использование магнитов

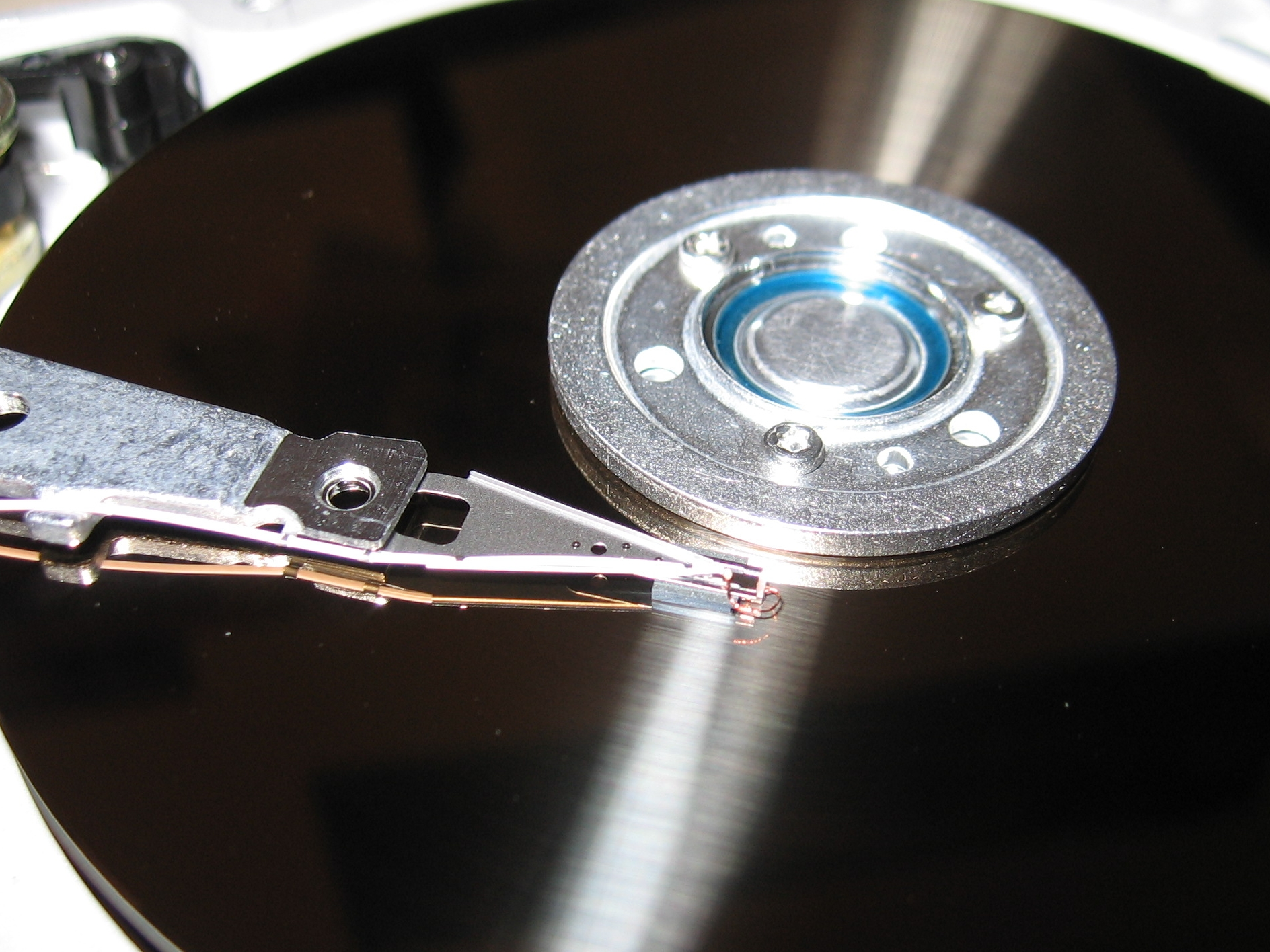
Жёсткие диски записывают данные на тонких магнитных покрытиях.

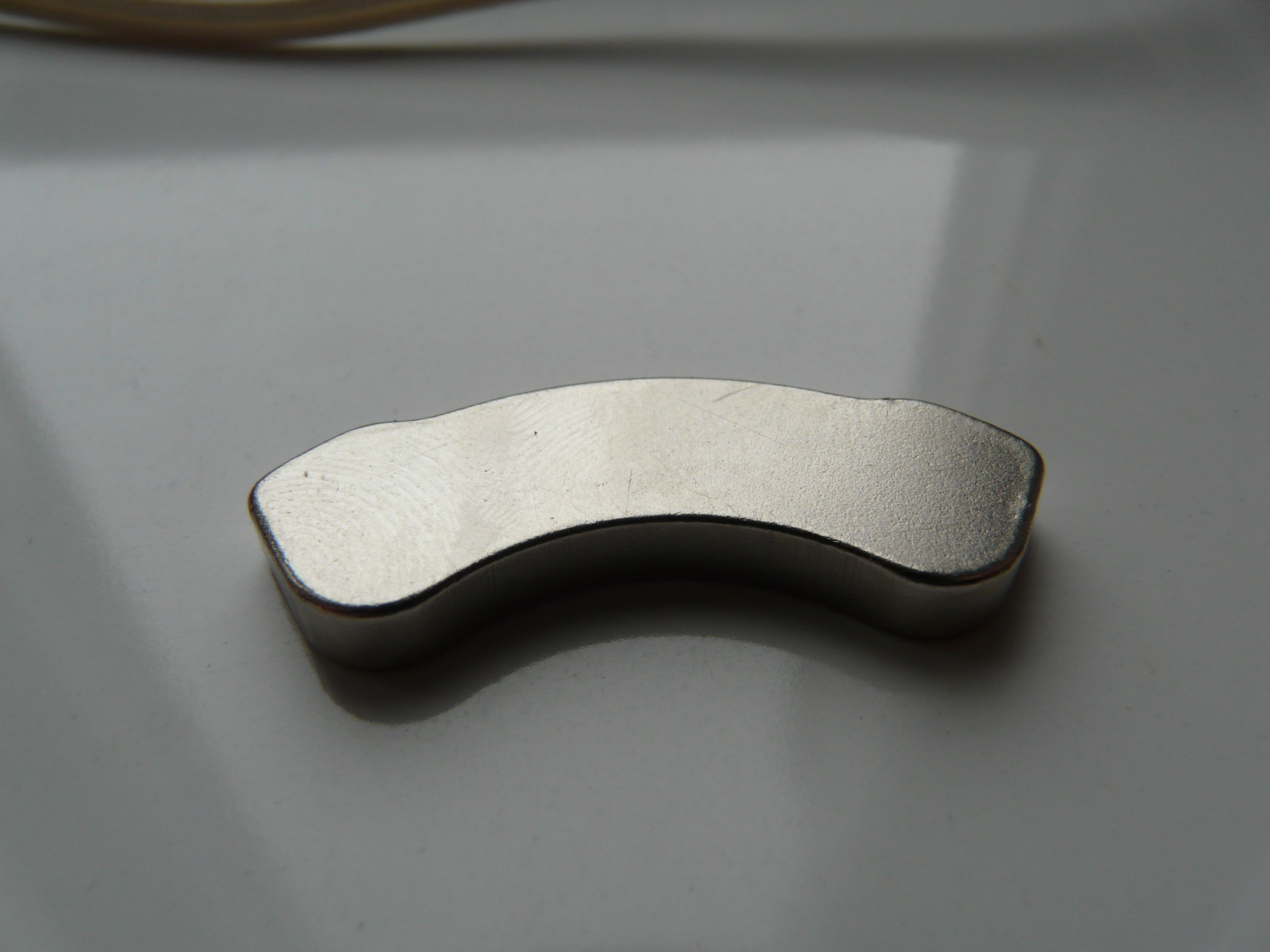
Магнит линейного двигателя, который перемещает головку жёсткого диска.

- Магнитные носители информации: магнитофонные катушки (бобины), компакт-кассеты, VHS кассеты и т. д. содержат магнитную ленту. Звуковая (звуковая и видео) информация кодируется на магнитном покрытии ленты. Также в компьютерных дискетах и жёстких дисках запись данных происходит на тонком магнитном покрытии. Однако носители информации не являются магнитами в строгом смысле, так как они не притягивают предметы. Магниты в жёстких дисках используются в ходовом и позиционирующем электродвигателях.
- Пластиковые карты (кредитные, дебетовые, ATM карты и т. д.) — ранние модели всех этих карт имеют магнитную полосу на одной стороне (магнитные полосы постепенно вытесняются микросхемами cмарт-карт). Эта полоса кодирует информацию, необходимую для соединения с финансовым учреждением и связи с их счетами.
- Обычные ЭЛТ телевизоры и компьютерные мониторы: такие телевизоры и компьютерные мониторы используют электромагниты для управления пучком электронов и формирования изображения на экране. Плазменные панели и ЖК-дисплеи используют другие технологии.
- Громкоговорители и динамические микрофоны: в большинстве громкоговорителей используется постоянный магнит и токовая катушка для преобразования электрической энергии (сигнала) в механическую энергию (движение, которое создает звук). Обмотка катушки, прикрепляется к диффузору и по ней протекает переменный ток, который взаимодействует с полем постоянного магнита. Мембрана динамического микрофона с прикреплённой к ней катушкой индуктивности под воздействием звуковых волн движется в поле постоянного магнита, в результате чего в обмотке этой катушки наводится ЭДС, пропорциональная звуковому сигналу.
- Основным элементом звукоснимателя электрогитары является магнит.
- Другой пример использования постоянных магнитов в звукотехнике — в головке звукоснимателя электрофона и в простейших магнитофонах в качестве экономичной стирающей головки.

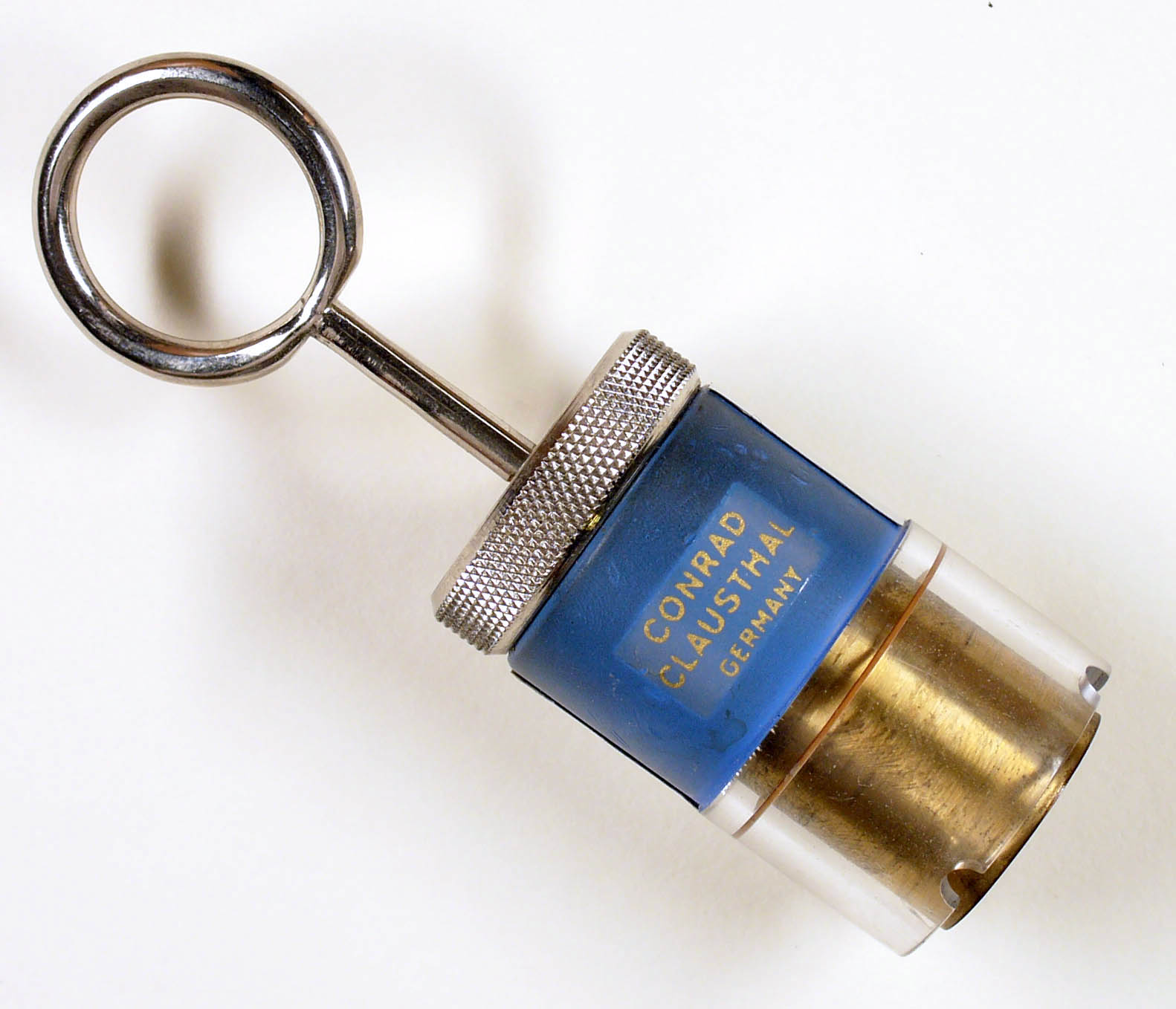
Магнитный сепаратор тяжёлых минералов

- Электродвигатели и генераторы: некоторые электрические двигатели (так же, как громкоговорители) основываются на комбинации электромагнита и постоянного магнита. Они преобразовывают электрическую энергию в механическую энергию. Генератор, наоборот, преобразует механическую энергию в электрическую энергию путём перемещения проводника через магнитное поле.
- Трансформаторы (автотрансформаторы): устройства передачи электрической энергии между двумя обмотками (двумя цепями) через магнитное поле.
- Магниты используются в поляризованных реле. Такие устройства «запоминают» своё состояние на время выключения питания.
- Компасы: компас (или морской компас) является намагниченным указателем, который может свободно вращаться и ориентируется на направление магнитного поля, чаще всего магнитного поля Земли.
- Искусство: виниловые магнитные листы могут быть прикрепленены к рисункам, фотографиям и другим декоративным изделиям, что позволяет присоединять их к холодильникам и другим металлическим поверхностям.

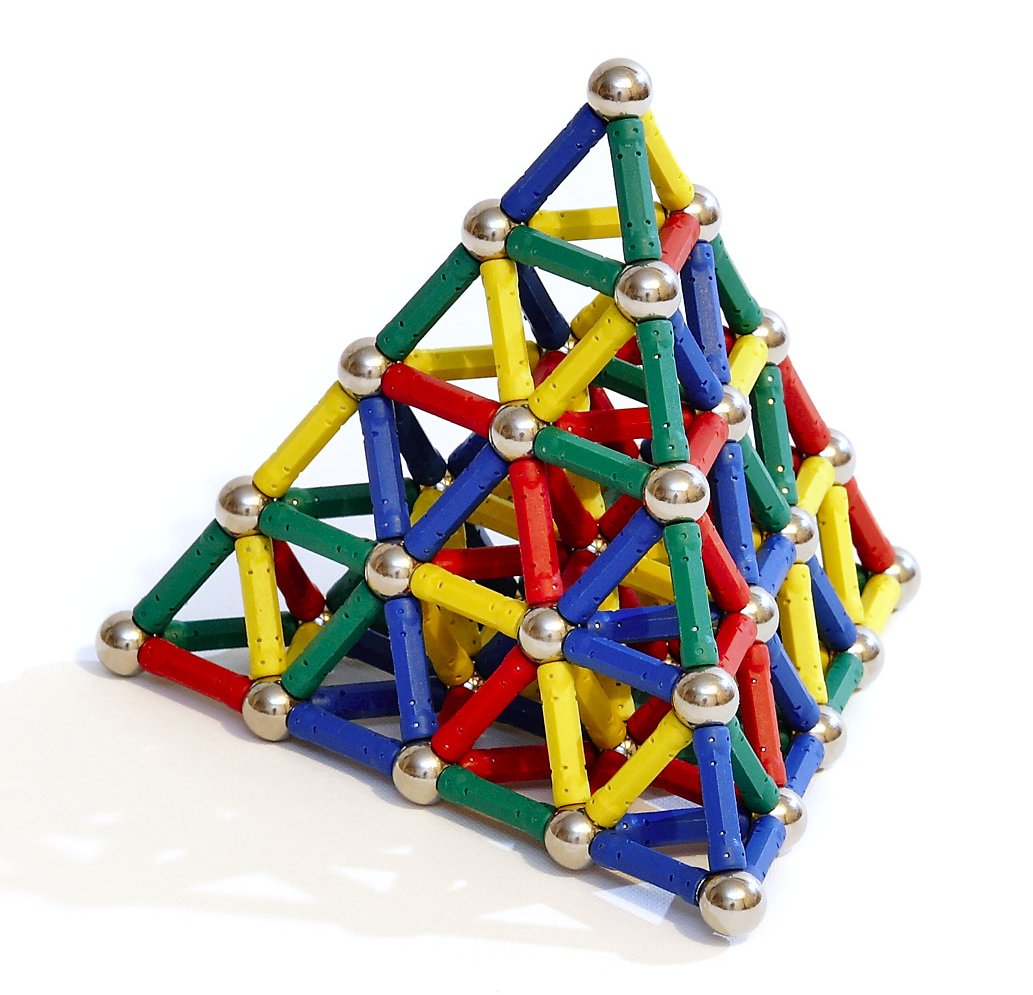
Магниты часто используются в игрушках. M-TIC использует магнитные стержни, связанные с металлическими сферами

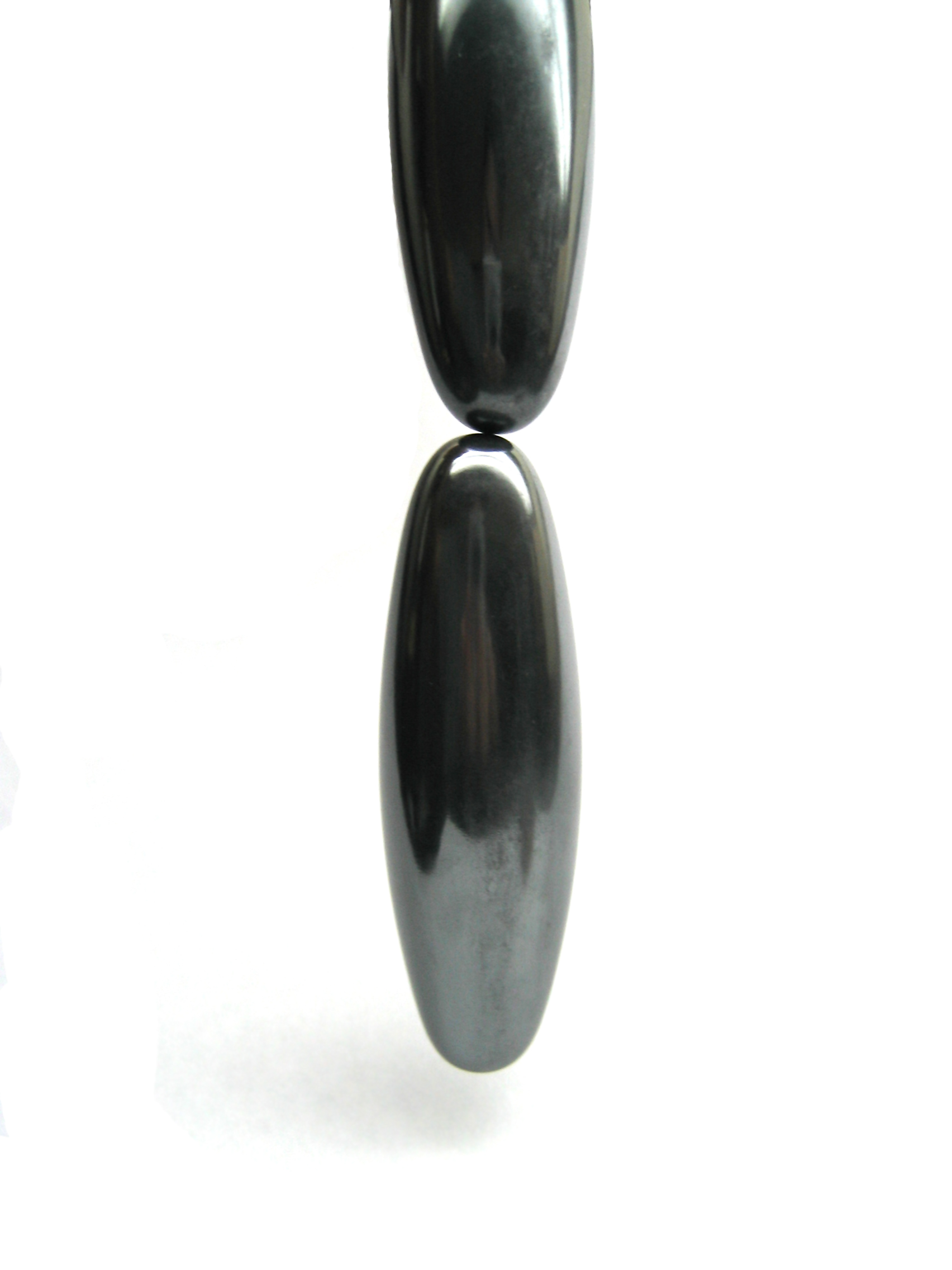
Магниты редкоземельных элементов в форме эллипсоида, которые притягиваются друг к другу

- Игрушки: учитывая способность магнитов противостоять силе тяжести на близком расстоянии, их часто используют в детских игрушках с забавными эффектами.
- Магниты могут использоваться для производства ювелирных изделий. Ожерелья и браслеты могут иметь магнитную застёжку, или могут быть изготовлены полностью из серии связанных магнитов и чёрных бусин.
- Магниты встречаются в сумках в виде вставленной внутрь закрывающей сумку кнопки намагниченной железной пластины; магниты также вшивают внутрь верхней одежды для закрывания клапана одежды элегантной, невидимой глазу застёжкой.
- Ряд современных гаджетов (смартфоны, смарт-часы) используют магнитную фиксацию для подключения к ним разъёма зарядного устройства.
- Магниты могут поднимать магнитные предметы (железные гвозди, скобы, кнопки, скрепки), которые либо являются слишком мелкими, либо их трудно достать или они слишком тонкие чтобы держать их пальцами. Некоторые отвёртки специально намагничиваются для этой цели.
- Магниты могут использоваться при обработке металлолома для отделения магнитных металлов (железа, стали и никеля) от немагнитных (алюминия, цветных сплавов и т. д.). Та же идея может быть использована в рамках так называемого «Магнитного испытания», в которой кузов автомобиля обследуется с магнитом для выявления областей, отремонтированных с использованием стекловолокна или пластиковой шпатлевки.
- Маглев: поезд на магнитном подвесе, движимый и управляемый магнитными силами. Такой состав, в отличие от традиционных поездов, в процессе движения не касается поверхности рельса. Так как между поездом и поверхностью движения существует зазор, трение исключается, и единственной тормозящей силой является лишь сила аэродинамического сопротивления.
- Магниты используются в фиксаторах мебельных дверей.
- Электромагниты применяются в замках домофонных дверей.
- Если магниты поместить в губки, то эти губки можно использовать для мытья тонких листовых немагнитных материалов сразу с обеих сторон, причём одна сторона может быть труднодоступной. Это могут быть, например, стёкла аквариума или балкона.
- Магниты используются для передачи вращающего момента «сквозь» стенку, которой может являться, например, герметичный контейнер электродвигателя. Так была устроена игрушка ГДР «Подводная лодка». Таким же образом в бытовых счётчиках расхода воды передаётся вращение от лопаток датчика на счётный узел.
- Магниты совместно с герконом применяются в специальных датчиках положения. Например, в датчиках дверей холодильников и охранных сигнализаций.
- Магниты совместно с датчиком Холла используют для определения углового положения или угловой скорости вала.
- Магниты используются в искровых разрядниках для ускорения гашения дуги.
- Магниты используются при неразрушающем контроле магнитопорошковым методом (МПК)
- Магниты используются для отклонения пучков радиоактивных и ионизирующих излучений, например при наблюдении в камерах.
- Магниты используются в показывающих приборах с отклоняющейся стрелкой, например, амперметр. Такие приборы весьма чувствительны и линейны.
- Магниты применяются в СВЧ вентилях и циркуляторах.
- Магниты применяются в составе отклоняющей системы электронно-лучевых трубок для подстройки траектории электронного пучка.
- До открытия закона сохранения энергии, было много попыток использовать магниты для построения «вечного двигателя». Людей привлекала, казалось бы, неисчерпаемая энергия магнитного поля постоянного магнита, которые были известны очень давно. Но рабочий макет так и не был построен.
- Магниты применяются в конструкциях бесконтактных тормозов, состоящих из двух пластин, одна — магнит, а другая из алюминия. Одна из них жёстко закреплена на раме, другая вращается с валом. Торможение регулируется зазором между ними.
- Магнит используется в датчике парковки барабана стиральной машины-автомата с вертикальной загрузкой.
- Электромагнитные конфорки применяются в индукционных плитах.

## Игрушки из магнитов
- Geomag
- NeoCube
- Uberorbs
- Магнитный конструктор
- Магнитная доска для рисования
- Магнитные буквы и цифры
- Магнитные шашки и шахматы
- Магнит на холодильник

## Медицина и вопросы безопасности
Из-за того, что человеческие ткани имеют очень низкий уровень восприимчивости к статическому магнитному полю, не существует научных доказательств его эффективности для использования в лечении любых заболеваний. По той же причине отсутствуют научные свидетельства опасности для здоровья человека, связанной с воздействием этого поля. Однако если ферромагнитное инородное тело находится в человеческих тканях, магнитное поле будет взаимодействовать с ним, что может представлять собой серьёзную опасность.
В частности, если кардиостимулятор был встроен в грудную клетку пациента, следует держать его подальше от магнитных полей. Именно по этой причине больные с установленным кардиостимулятором не могут быть протестированы с использованием МРТ, которое представляет собой магнитное устройство визуализации внутренних органов и тканей.
Дети иногда могут глотать небольшие магниты из игрушек. Это может быть опасно, если ребёнок проглотил два или более магнита, так как магниты могут повредить внутренние ткани; был зафиксирован как минимум один смертельный случай.

## Размагничивание
Иногда намагниченность материалов становится нежелательной и возникает необходимость в их размагничивании. Размагничивание материалов может быть осуществлено тремя способами:
- нагревание магнита выше температуры Кюри всегда ведёт к размагничиванию;
- сильный удар молотком по магниту, или просто сильный удар ведёт к размагничиванию;
- поместить магнит в переменное магнитное поле, превышающее коэрцитивную силу материала, а затем постепенно уменьшать воздействие магнитного поля или вывести магнит из него.

Последний способ применяется в промышленности для размагничивания инструментов, жёстких дисков, стирания информации на магнитных карточках и так далее.
Частичное размагничивание материалов происходит в результате ударов, так как резкое механическое воздействие ведёт к разупорядочению доменов.